# Santo Domingo Corona
Santo Domingo Corona är en ort i Mexiko.   Den ligger i kommunen Las Margaritas och delstaten Chiapas, i den sydöstra delen av landet, 800 km öster om huvudstaden Mexico City. Santo Domingo Corona ligger 1 459 meter över havet och antalet invånare är 111.
Terrängen runt Santo Domingo Corona är huvudsakligen kuperad, men åt nordost är den bergig. Terrängen runt Santo Domingo Corona sluttar norrut. Runt Santo Domingo Corona är det ganska glesbefolkat, med 30 invånare per kvadratkilometer. Närmaste större samhälle är Veinte de Noviembre, 16,7 km väster om Santo Domingo Corona. I omgivningarna runt Santo Domingo Corona växer i huvudsak städsegrön lövskog.